# ژان لسکور
ژان لسکور (به فرانسوی: Jean Lescure) نویسنده، شاعر و فیلم‌نامه‌نویس قرن بیستم میلادی اهل فرانسه است.